# Irina Igorevna Povolckaja
Irina Igorevna Povolckaja (in russo Ири́на И́горевна Поволо́цкая?; Mosca, 2 ottobre 1937) è una regista sovietica.

## Filmografia parziale

### Regista
- Tainstvennaja stena (1967)
- Ispolnjajuščij objazannosti (1973)
- Alen'kij cvetoček (1977)